# Okręty podwodne typu Walrus
Okręty podwodne typu Walrus – holenderskie okręty podwodne z napędem diesel-elektrycznym stanowiące ulepszoną wersję jednostek typu Zwaardvis. W celu zwiększenia manewrowości zastosowano w ich konstrukcji usterzenie ogonowe w konfiguracji „X” oraz stal o większej wytrzymałości w celu zwiększenia możliwej do uzyskania operacyjnej głębokości zanurzenia. Zestaw sensorów okrętu został powiększony o oboczne anteny sonaru pasywnego oraz holowaną antenę sonaru. Jednostki te uzyskały także możliwość odpalania amerykańskich pocisków przeciwokrętowych Sub Harpoon. Wybudowano cztery okręty tego typu, które zaczęły wchodzić do służby w 1990 roku.

## Historia
W 1975 w Holandii podjęto decyzję o budowie nowego typu okrętów podwodnych dla zastąpienia okrętów typu Dolfijn. Prace prowadzono w oparciu o doświadczenia zdobyte przy projektowaniu i budowie okrętów podwodnych typu Zwaardvis. Zamówienie na budowę pierwszego okrętu serii zostało złożone w stoczni Rotterdamsche Droogdok Maatschappij w Rotterdamie 16 czerwca 1979, a drugiego 17 grudnia. Prefabrykacja części pierwszego okrętu rozpoczęła się już w 1978. W 1981 z powodu wprowadzenia zmian w projekcie, konieczne stało się wstrzymanie budowy i przebudowa gotowych już części kadłuba, co wpłynęło na znaczne opóźnienie całej budowy. Zamówienie na budowę trzeciej i czwartej jednostki serii zostało złożone w 1986 i 1988. 14 sierpnia 1986 na budowanym okręcie „Walrus” wybuchł pożar, w wyniku którego zniszczeniu uległa znaczna część jego wyposażenia. Po remoncie okręt został ponownie wodowany w 1989. W związku z pożarem pierwszym okrętem który wszedł do służby był „Zeeleeuw”.
Na lata 2012-2019 przewidziano modernizację okrętów, mająca wydłużyć okres ich służby do 2025 roku. Modernizacja obejmuje m.in. sonary, wymianę systemu kierowania walką, maszt optroniczny w miejsce peryskopu wachtowego i zmodernizowanie torped do standardu Mk. 48 Mod. 7.

## Opis
Kadłub okrętu ma budowę kroplową. Zbudowano go w układzie często określanym jako półtorakadłubowiec, gdzie na śródokręciu znajduje się kadłub sztywny i kadłub lekki ze zbiornikami balastowymi, na rufie i dziobie zbiorniki balastowe znalazły się w kadłubie sztywnym. Kadłub podzielono na trzy zasadnicze części. Część dziobową gdzie mieszczą się wyrzutnie torpedowe i stacja hydrolokacyjna. Na śródokręciu znajdują się trzy pokłady które mieszczą m.in. pomieszczenia załogi i przedział dowodzenia. W części rufowej znajdują się mechanizmy napędowe.
Uzbrojenie wystrzeliwane jest z czterech dziobowych wyrzutni torpedowych Vickers Canada Mk 67NL (ich liczbę zmniejszono w stosunku do typu Zwaardvis z powodów finansowych, lecz zrekompensowano to przez szybsze urządzenia przeładowujące). Zapas środków walki wynosi 20; stanowią je przede wszystkim torpedy uniwersalne z naprowadzaniem przewodowym lub akustycznym: Mk 48 Mod.4 (modernizowane do Mod.7) kalibru 533 mm lub NT 37D/E kalibru 482 mm. Okręty mogą przenosić też pociski rakietowe UGM 84 Harpoon lub 40 min.

## Zbudowane okręty
| Okręty podwodne typu Walrus |                 |                      |                      |                   |
| Nazwa                       | Numer taktyczny | Rozpoczęcie budowy   | Wodowanie            | Wejście do służby |
| Walrus                      | S802            | 11 października 1979 | 28 października 1985 | 25 marca 1992     |
| Zeeleeuw                    | S803            | 24 września 1981     | 20 czerwca 1987      | 25 kwietnia 1990  |
| Dolfijn                     | S808            | 12 czerwca 1986      | 25 kwietnia 1990     | 29 stycznia 1993  |
| Bruinvis                    | S810            | 14 kwietnia 1988     | 25 maja 1992         | 5 lipca 1994      |